# Daniel Deusser
Daniel Deusser, född den 13 augusti 1981 i Hessen, är en tysk ryttare.
Han tog OS-brons i lagtävlingen i hoppning i samband med de olympiska tävlingarna i ridsport 2016 i Rio de Janeiro.